# Nilo Borgia
Nilo Borgia OSBI (alb. Nilo Borxhia; ur. 1 stycznia 1870 w Piana degli Albanesi, zm. 3 marca 1942 w Grottaferracie) – włoski bazylianin i duchowny greckokatolicki narodowości arboreskiej, także pisarz i albanista.

## Życiorys
6 października 1883 roku wstąpił do klasztoru w Grottaferracie. Święcenia kapłańskie przyjął dnia 17 marca 1894 roku, a w 1904 został bibliotekarzem w klasztornej bibliotece, po pięciu latach objął funkcję jej dyrektora. 31 grudnia 1907 roku został opatem. Z jego inicjatywy we wrześniu 1909 roku powstała klasztorna drukarnia San Nilo.
W 1921 roku założył bazyliańską instytucję mającą na celu edukację i wychowanie dziewcząt. Dołączył w 1930 roku do Stowarzyszenia Bibliotek Włoskich.
Zmarł 3 marca 1942 roku w Grottaferracie.

## Prace naukowe
- Shënimet e historisë misionare
- Pericope Evangelica in lingua albanese del sec. XIV da un manoscritto greco della Biblioteca Ambrosiana (1930)
- Shënimeve mbi murgjit bazilianë në Shqipëri (1935 – tom I, 1942 – tom II wydany pośmiertnie)